# Tony Kaye (režisér)
Tony Kaye (* 8. července 1952 Londýn) je anglický režisér. Pochází z ortodoxní židovské rodiny. Natočil několik videoklipů, například k písním „Dani California“ od kapely Red Hot Chili Peppers či „What God Wants“ hudebníka Rogera Waterse. V roce 1998 natočil svůj debutový celovečerní film Kult hákového kříže. Roku 2006 uvedl dokumentární snímek Lake of Fire. Později natočil svůj druhý celovečerní hraný film Black Water Transit, který se však nedočkal oficiálního uvedení (produkční společnost během vzniku filmu zbankrotovala). Roku 2011 měl premiéru jeho třetí (druhý vydaný) celovečerní hraný film Oddělen.